# Одубон (Минесота)
Одубон (енгл. Audubon) град је у америчкој савезној држави Минесота.

## Демографија
По попису из 2010. године број становника је 519, што је 74 (16,6%) становника више него 2000. године.
| Група             | 2000.       | 2010.       |
| Белци             | 415 (93,3%) | 485 (93,4%) |
| Афроамериканци    | 0 (0,0%)    | 9 (1,7%)    |
| Азијати           | 0 (0,0%)    | 1 (0,2%)    |
| Хиспаноамериканци | 5 (1,1%)    | 0 (0,0%)    |
| Укупно            | 445         | 519         |